# Invictus (pel·lícula)
Invictus és un drama biogràfic de 2009 basat en el llibre El Factor Humà, de John Carlin. El film explica el paper de Nelson Mandela durant la Copa del Món de Rugbi de 1995 celebrada a Sud-àfrica després de dècades d'apartheid. La pel·lícula és dirigida per Clint Eastwood i protagonitzada per Morgan Freeman com a Mandela, en aquell moment president de Sud-àfrica, i Matt Damon com a François Pienaar, el capità de l'equip de rugbi sud-africà. S'ha doblat i subtitulat al català.

## Argument
Conta els esdeveniments en relació amb la selecció de rugbi de Sud-àfrica en els primers anys viscuts al país després de l'abolició del sistema segregacionista de l'apartheid. Nelson Mandela està en la presidència de Sud-àfrica després d'haver passat molts anys empresonat pel seu activisme polític, i des d'aquest lloc es disposa a construir una política de reconciliació entre la majoria negra, que va ser oprimida en l'apartheid, i la minoria blanca, que es mostra temorosa d'un possible revengisme per part del nou govern.
Per a tal fi, Mandela fixa la seva atenció en la selecció sud-africana de rugbi, coneguda com a "Springboks". Aquest equip no passa per una bona ratxa esportiva i els seus fracassos s'acumulen; a més, no compta amb el suport de la població negra, que l'identifica amb les institucions de l'apartheid. Mandela s'adona que la població negra assistia als jocs dels "Springboks" només per donar suport als contraris, cosa que ell va recordar que també feia quan estava a la presó.
Com que Sud-àfrica seria la seu de la Copa Mundial de Rugbi de 1995, a un any d'aquell llavors, Mandela decideix donar suport a l'equip nacional i per a això convenç a les noves autoritats del Comitè d'Esports Sud-africà, composta majoritàriament per dirigents de raça negra, que s'uneixin a ell en el suport als "Springboks". Mandela convoca llavors el capità de l'equip, François Pienaar, a una reunió a la qual li assenyala que el triomf de la selecció de rugbi a la Copa Mundial seria un èxit capaç d'unir i inspirar a una nació, i com a mostra d'això, comparteix amb l'esportista un poema escrit per William Ernest Henley anomenat "Invictus", i que li va servir d'inspiració durant els seus anys de presó.
D'aquesta manera Pienaar i la resta del seu equip comencen a entrenar, al mateix temps que, per ordre de l'alt govern, han de complir la tasca de portar l'esport del rugbi a les diferents comunitats negres mitjançant sessions d'entrenament. Mentrestant, molts Sud-africans, d'ambdues races, tenen les seves reserves i dubten que el rugbi serà capaç d'unir a una nació que ha estat dividida durant 50 anys per discriminacions racials. Per a molts dels ciutadans negres, especialment els més radicals, l'equip dels "Springboks" simbolitza la "supremacia blanca". No obstant això, Mandela i Pienaar es mantenen ferms en la seva teoria que aquest joc pot unir amb èxit a un país.
Les coses comencen a canviar a mesura que els jugadors interactuen i comparteixen experiències esportives amb els locals. Durant els jocs d'obertura, el suport pels Springboks comença a créixer entre la població negra. Per als següents jocs, després de les primeres victòries dels Springboks a la Copa del Món, i als ciutadans de totes les races donaven suport els esforços de Mandela i la selecció de rugbi.
Sorprenentment, els Springboks superen totes les expectatives i es classifiquen per a la final de la Copa del Món, havent d'enfrontar amb l'equip de Nova Zelanda, els "All Blacks", coneguts com l'equip de rugbi més reeixit del món per aquell temps. Abans del joc, els Springbroks visiten l'illa Robben, ex-presó en la qual Mandela va passar la major part dels seus 27 anys de condemna. L'experiència commou profundament a Pienaar, qui se sorprèn pel fet que Mandela sigui un home capaç de perdonar a aquelles persones que el van tancar en una cel·la durant gairebé 30 anys.
Recolzat per una enorme multitud de fanàtics a l'estadi Ellis Park de Johannesburg, d'ambdues ètnies, blanca i negra, Pienaar motiva al seu equip. Just abans del començament, apareix en l'horitzó un avió de passatgers. Sobrevola en ras l'estadi, i el seu llom mostra les paraules "Bona Sort Springboks". Els Springboks guanyen el joc amb un gol de cop de peu de camp d'últim minut de Joel Stransky (Scott Eastwood), amb un marcador de 15-12. Mandela i Pienaar es reuneixen al camp per celebrar la improbable i inesperada victòria.
Els carrers de la ciutat s'omplen de persones en una celebració unànime sense distinció d'ètnia o condició social. Mentrestant, l'acte de Mandela i el seu seguici de seguretat passa entre la multitud al seu torn que el president sud-africà, a la final nació unida a un sol crit de victòria. Les frases del poema "Invictus", se senten un cop més en la seva ment.

## Repartiment
- Matt Damon com a François Pienaar
- Morgan Freeman com a Nelson Mandela
- Scott Eastwood
- Zak Feaunati com a Jonah Lomu
- Grant L. Roberts com a Ruben Kruger
- Rolf E. Fitschen com a Naka Drotske
- Vaughn Thompson com a Rudolph Straeuli
- Charl Engelbrecht com a Garry Pagel
- Graham Lindemann com a Kobus Wiese

## Premis i nominacions

### Nominacions
- 2010: Oscar al millor actor per Morgan Freeman
- 2010: Oscar al millor actor secundari per Matt Damon
- 2010: Globus d'Or al millor director per Clint Eastwood
- 2010: Globus d'Or al millor actor dramàtic per Morgan Freeman
- 2010: Globus d'Or al millor actor secundari per Matt Damon
- 2011: César a la millor pel·lícula estrangera